# Kamen Rider Double
Kamen Rider Double (仮面ライダーW（ダブル）, Kamen Raidā Daburu, Kamen Rider W, Masked Rider Double) is de elfde serie uit de Heisei Reeks van de Kamen Rider-series, en de 20e Kamen Rider-serie. De serie ging in première op 6 september 2009 en liep tot 29 augustus van dat jaar.

## Verhaal
De serie speelt zich af in de ecologische stad Fūto (風都). De rust in de stad wordt verstoord wanneer de Sonozaki Familie (園咲家, Sonozaki Ke)mysterieuze USB-sticks genaamd Gaia Memories (ガイアメモリ, Gaia Memori) verkoopt aan criminelen. Deze veranderen door de USB-sticks in monsters genaamd Dopants (ドーパント, Dōpanto), en plegen overal in de stad misdaden.
De detective Shotaro Hidari en de mysterieuze Philippe Gaia Memory (地球の記憶, Chikyū no Kioku), die de ware Gaia Memroy bezit, trekken samen ten strijde tegen deze monsters. Beide zijn in het bezit van een Double Driver. Hiermee kunnen ze fuseren tot de held Kamen Rider Double. Ze worden bijgestaan door Ryu Terui, een detective die zelf kan veranderen in Kamen Rider Accel.

## Personages

### Kamen Rider Double
Kamen Rider Double (仮面ライダーW（ダブル）, Kamen Raidā Daburu) is de held van de serie. Zijn kracht komt altijd van twee Gaia Memories die tegelijkertijd worden gebruikt. Afhankelijk van welke twee er gebruikt worden kent hij verschillende vormen, zoals CycloneJoker, HeatMetal en LunaTrigger.
Anders dan bij voorgaande Kamen Riders is zijn kracht verdeeld over twee personen:
- Shotaro Hidari (左 翔太郎, Hidari Shōtarō): een volgens eigen zeggen keiharde detective. Hij kleed zich graag in kleding uit de jaren 70 van de 20e eeuw. Hij is getraind tot detective door Sokichi Narumi, welke gedood is door de Dopant. Zijn lichaam wordt altijd gebruikt voor de transformatie tot Kamen Rider Double.
- Philippe (フィリップ, Firippu): een mysterieuze jonge man die sinds de dood van Sokichi Narumi Shotaro's partner is geworden. Hij kan denken als een supercomputer en op afstand informatie verzamelen van de Gaia Memories. Bij de transformatie tot Kamen Rider Double neemt zijn geest bezit van Shotaro. Als gevolg hiervan blijft Philippes eigen lichaam echter bewusteloos achter tot de transformatie weer ongedaan wordt gemaakt. Hij weet lange tijd niks van zijn verleden. Later ontdekt hij dat zijn ware naam Raito Sonozaki is, en dat hij de enige zoon is van de Sonozaki-familie. Tevens blijkt hij al 12 jaar dood te zijn; zijn huidige lichaam is een digitale kopie van zijn originele, gemaakt via de Gaia Memories.

### Bondgenoten
- Akiko Narumi (鳴海 亜樹子, Narumi Akiko): Shorators baas, en eigenaar van het Narumi Detective Agency. Shotaro ziet haar als een bedreiging voor zijn publieke image. Ze heeft een behoorlijk zwart-witte kijk op de wereld. Ze heeft een oogje op Ryu Terui, maar hij beantwoordt haar gevoelens niet.
- Mikio Jinno (刃野 幹夫, Jinno Mikio): een detective van de Futo Police. Hij is een jeugdvriend van Shotaro.
- Ryu Terui (照井 竜, Terui Ryū)/Kamen Rider Accel (仮面ライダーアクセル, Kamen Raidā Akuseru): de tweede Kamen Rider uit de serie. Hij draagt een rood harnas en is lid van de Futo Police Department's Paranormal Crime Investigation Division. Hij maakt voor zijn transformaties ook gebruik van de Gaia-memories. Hij kent twee alternatieve vormen: Bike Form en Accel Trial.
- Kamen Rider Kiva-la (仮面ライダーキバーラ, Kamen Raidā Kibāra): een vrouwelijke Kamen Rider die meedoet in de film Decade: The Last Story.
- Kamen Rider Skull (仮面ライダースカル, Kamen Raidā Sukaru): een Kamen Rider die meedoet in de film Double: Begins Night.

### Antagonisten
- De Sonozaki-familie (園咲家, Sonozaki Ke): een arristocratische familie in Futo, die een belangrijke rol speelt bij de verspreiding van de Gaia Memories in het criminele circuit. Ze hebben zelf ook Gaia Memories en kunnen zo veranderen in Dopant. Ze werken voor een organisatie genaamd Museum (ミュージアム, Myūjiamu).
  - Ryubee Sonozaki (園咲 琉兵衛, Sonozaki Ryūbee): het hoofd van de familie. Hij gebruikt een museum als dekmantel voor zijn criminele activiteiten. Zijn Dopantvorm is de Terror Dopant (テラー・ドーパント, Terā Dōpanto).
  - Saeko Sonozaki (園咲 冴子, Sonozaki Saeko): de oudste van de kinderen uit de Sonozaki-familie. Zij runt een IT-bedrijf en kan veranderen in de Taboo Dopant (タブー・ドーパント, Tabū Dōpanto).
  - Wakana Sonozaki (園咲 若菜, Sonozaki Wakana): de jongste dochter van Ryubee, die werkt als DJ bij het lokale radiostation. Haar Dopantvorm is de Claydoll Dopant (クレイドール・ドーパント, Kureidōru Dōpanto).
- Kirihiko Sudo (須藤 霧彦, Sudō Kirihiko): een jonge man die werkt voor Ryubee. Hij is een van de beste verkopers van de Gaia Memories. Zijn Dopantvorm is de Nasca Dopant (ナスカ・ドーパント, Nasuka Dōpanto).
- De Dopants (ドーパント, Dōpanto): mensen die door toedoen van de Gaia Memories zijn veranderd in monsters. In deze monsterlijke gedaantes plegen ze misdaden die de gewone politie niet kan stoppen.

## Productie
De primaire schrijver van de serie is Riku Sanjo. De regie wordt voornamelijk verzorgd door Ryuta Tasaki. De titelsong van de serie, "W-B-X~W boiled extreme~", wordt gezongen door Aya Kamiki, samen met voormalig JUDY AND MARY-gitarist TAKUYA.
Nieuwkomer Masaki Suda speelt Phillipe. Acteur Renn Kiriyama vertolkt de rol van Shotaro Hidari.
De serie maakt net als zijn voorganger, Kamen Rider Decade, deel uit van het project waarmee het 10-jarig jubileum van de Heisei-reeks van Kamen Rider wordt gevierd. Toen Kamen Rider Decade nog liep, werd de nieuwe serie al aangeprezen. Zo heeft de protagonist uit Kamen Rider Double een gastrol in de film Kamen Rider Decade: All Riders vs. Dai-Shocker.

## Cast
- Shotaro Hidari (左 翔太郎, Hidari Shōtarō): Renn Kiriyama (桐山 漣, Kiriyama Ren)
- Phillipe (フィリップ, Firippu): Masaki Suda (菅田 将暉, Suda Masaki)
- Akiko Narumi (鳴海 亜樹子, Narumi Akiko): Hikaru Yamamoto (山本 ひかる, Yamamoto Hikaru)
- Mikio Jinno (刃野 幹夫, Jinno Mikio): Takeshi Nadagi (なだぎ 武, Nadagi Takeshi)
- Shun Makura (真倉 俊, Makura Shun): Shingo Nakagawa (中川 真吾, Nakagawa Shingo)
- Watcherman (ウォッチャマン, Wotchaman): Nasubi (なすび)
- Ryubee Sonozaki (園咲 琉兵衛, Sonozaki Ryūbee): Minori Terada (寺田 農, Terada Minori)
- Saeko Sonozaki (園咲 冴子, Sonozaki Saeko): Ami Namai (生井 亜実, Namai Ami)
- Wakana Sonozaki (園咲 若菜, Sonozaki Wakana): Rin Asuka (飛鳥 凛, Asuka Rin)
- Kirihiko Sudo (須藤 霧彦, Sudō Kirihiko): Yuki Kimisawa (君沢 ユウキ, Kimisawa Yūki)
- Narration/Double Driver Voice (ナレーション／ダブルドライバー音声, Narēshon/Daburu Doraibā Onsei): Fumihiko Tachiki (立木 文彦, Tachiki Fumihiko)

## Afleveringen
Elke aflevering van de serie heeft twee titels. De eerst geeft de verhaallijn aan waar de aflevering toe behoort, en de tweede de individuele titel van de aflevering.
1. The W Search/Two Detectives in One (Ｗの検索／探偵は二人で一人, W no Kensaku/Tantei wa Futari de Hitori)
2. The W Search/Those Who Make the City Grieve (Ｗの検索／街を泣かせるもの, W no Kensaku/Machi o Nakaseru Mono)
3. Don't Dabble in M/How to Get to Heaven (Ｍに手を出すな／天国への行き方, M ni Te o Dasu na/Tengoku e no Ikikata)
4. Don't Dabble in M/Play With a Joker (Ｍに手を出すな／ジョーカーで勝負, M ni Te o Dasu na/Jōkā de Shōbu)
5. The Girl... A/Papa is a Kamen Rider (少女…Ａ／パパは仮面ライダー, Shōjo... A/Papa wa Kamen Raidā)
6. The Girl... A/The Price of Lying (少女…Ａ／嘘の代償, Shōjo... A/Uso no Daishō)
7. Find the C/Philip Can't Stand It (Ｃを探せ／フィリップはそれを我慢できない, C o Sagase/Firippu wa Sore o Gaman Dekinai)
8. Find the C/Dancing Hero (Ｃを探せ／ダンシングヒーロー, C o Sagase/Danshingu Hīrō)
9. The S Terror/Look at the Maid Detective! (Ｓな戦慄／メイド探偵は見た！, S na Senritsu/Meido Tantei wa Mita!)
10. The S Terror/The Great Detective's Daughter (Ｓな戦慄／名探偵の娘, S na Senritsu/Meitantei no Musume)
11. The Revenge V/Infected Car (復讐のＶ／感染車, Fukushū no V/Kansensha)
12. The Revenge V/Grudge Beast (復讐のＶ／怨念獣, Fukushū no V/Onnenjū)
13. The Radio Q/Targetted Princess (レディオでＱ／狙われたプリンセス, Redio de Q/Nerawareta Purinsesu)
14. The Radio Q/Live Catastrophe (レディオでＱ／生放送大パニック, Redio de Q/Namahōsō Daipanikku)
15. The F Afterglow/Burglary Rider (Ｆの残光／強盗ライダー, F no Zankō/Gōtō Raidā)
16. The F Afterglow/Reclaim Your Partner (Ｆの残光／相棒をとりもどせ, F no Zankō/Aibō o Torimodose)
17. Farewell N/Memory Kids (さらばＮよ／メモリキッズ, Saraba N yo/Memori Kizzu)
18. Farewell N/Friends in the Wind (さらばＮよ／友は風と共に, Saraba N yo/Tomo wa Kaze to Tomo ni)
19. The I Doesn't Stop/That Guy's Name is Accel (Ｉが止まらない／奴の名はアクセル, I ga Tomaranai/Yatsu no Na wa Akuseru)
20. The I Doesn't Stop/Kamen Rider Style (Ｉが止まらない／仮面ライダーの流儀, I ga Tomaranai/Kamen Raidā no Ryūgi)
21. The T Returns/A Melody Not Intended for Women (還ってきたＴ／女には向かないメロディ, Kaettekita T/Onna ni wa Mukanai Merodi)
22. The T Returns/The Man Who Cannot Die (還ってきたＴ／死なない男, Kaettekita T/Shinanai Otoko)
23. L on the Lips/Singer-SongRider (唇にＬを／シンガーソングライダー, Kuchibiru ni L o/Shingā Songuraidā)
24. L on the Lips/You Are a Liar (唇にＬを／嘘つきはおまえだ, Kuchibiru ni L o/Usotsuki wa Omae da)
25. The P 's Game/The Shoplifting Doll (Ｐの遊戯／人形は手癖が悪い, P no Yūgi/Ningyō wa Tekuse ga Warui)
26. The P 's Game/Akiko on the Run (Ｐの遊戯／亜樹子オン・ザ・ラン, P no Yūgi/Akiko On Za Ran)
27. The D was Seen/The Transparent Magical Lady (Ｄが見ていた／透明マジカルレディ, D ga Miteita/Tōmei Magikeru Redi)
28. The D was Seen/Twin Maximum Suicide (Ｄが見ていた／決死のツインマキシマム, D ga Miteita/Kesshi no Tsuin Makishimamu)
29. The Nightmarish H/The Melancholy of the Sleeping Princess (悪夢なＨ／眠り姫のユウウツ, Akumu na H/Nemuri Hime no Yūutsu)
30. The Nightmarish H/Who is the Prince? (悪夢なＨ／王子様は誰だ？, Akuma na H/Ōjisama wa Dare da?)
31. The B Carried on the Wind/The Beast Pursues (風が呼ぶＢ／野獣追うべし, Kaze ga Yobu B/Yajū Oubeshi)
32. The B Carried on the Wind/Now, in the Radiance (風が呼ぶＢ／今、輝きの中で, Kaze ga Yobu B/Ima, Kagayaki no Naka de)
33. Y's Tragedy/The Woman Looking For Yesterday (Ｙの悲劇／きのうを探す女, Y no Higeki/Kinō o Sagasu Onna)
34. Y's Tragedy/Brother & Sister (Ｙの悲劇／あにいもうと, Y no Higeki/Ani Imōto)
35. Beyond the R/A Monstrous Rain Approaches (Ｒの彼方に／やがて怪物という名の雨, R no Kanata ni/Yagate Kaibutsu toiu Na no Ame)
36. Beyond the R/Surpass Them All (Ｒの彼方に／全てを振り切れ, R no Kanata ni/Subete o Furikire)
37. Client X/The Bridge of Promises (来訪者Ｘ／約束の橋, Raihōsha X/Yakusoku no Hashi)
38. Client X/In the Name of the Museum (来訪者Ｘ／ミュージアムの名のもとに, Raihōsha X/Myūjiamu no Na no Moto ni)
39. The Likelihood of the G/Bad Cinema Paradise (Ｇの可能性／バッドシネマパラダイス, G no Kanōsei/Baddo Shinema Paradaisu)
40. The Likelihood of the G/You Are Unforgivable (Ｇの可能性／あなたが許せない, G no Kanōsei/Anata ga Yurusenai)
41. The J Labyrinth/The Psychotic Villainess (Ｊの迷宮／猟奇的な悪女, J no Meikyū/Ryōkiteki na Akujo)
42. The J Labyrinth/The Diamond is Hurt (Ｊの迷宮／ダイヤモンドは傷ついて, J no Meikyū/Daiyamondo wa Kizutsuite)
43. The O Chain/The Aged Detective (Ｏの連鎖／老人探偵, O no Rensa/Rōjin Tantei)
44. The O Chain/Shroud's Confession (Ｏの連鎖／シュラウドの告白, O no Rensa/Shuraudo no Kokuhaku)
45. Who the K Needs/The Devil's Tail (Ｋが求めたもの／悪魔のしっぽ, K ga Motometa Mono/Akuma no Shippo)
46. Who the K Needs/The Last Supper (Ｋがもとめたもの／最後の晩餐, K ga Motometa Mono/Saigo no Bansan)
47. The Abandoned U/A Request From Philip (残されたＵ／フィリップからの依頼, Nokosareta U/Firippu kara no Irai)
48. The Abandoned U/Eternal Partners (残されたＵ／永遠の相棒, Nokosareta U/Eien no Aibō)
49. Goodbye to the E/A Bouquet of Justice in This City (Ｅにさよなら／この街に正義の花束を, E ni Sayonara/Kono Machi ni Seigi no Hanataba o)

## Films
De serie kent meerdere films:
- Kamen Rider Decade: All Riders vs. Dai-Shocker: eigenlijk een film horend bij de serie Kamen Rider Decade, maar Kamen Rider Double heeft een gastrol in de film.
- Kamen Rider × Kamen Rider Double & Decade: Movie War 2010 (仮面ライダー×仮面ライダー Ｗ（ダブル）＆ディケイド MOVIE大戦2010, Kamen Raidā × Kamen Raidā: Daburu ando Dikeido Mūbī Taisen Nisenjū): een film opgebouwd uit twee kleinere films, waarvan 1 over Kamen Rider Double: Kamen Rider Double: Begins Night (劇場版　仮面ライダーＷ（ダブル）～ビギンズナイト～, Kamen Raidā Daburu ~Biginzu Naito~). Ging in première op 12 december 2009.
- Kamen Rider Double Forever: A to Z/The Gaia Memories of Fate (仮面ライダーＷ（ダブル） FOREVER AtoZ／運命のガイアメモリ, Kamen Raidā Daburu Fōebā: Ē tu Zetto/Unmei no Gaia Memori): debuteerde op 7 augustus 2009. Opgenomen in 3-D.

## Andere media

### Videospel
Kamen Rider Double is een bespeelbaar personage in het spel Kamen Rider: Climax Heroes.

### Mini-Dramas
Een reeks korte filmpjes die uit zijn gebracht op de dvd's van de serie. In deze filmpjes denkt Shotaro na over hoe het leven zou zijn als hijzelf of iemand die hij kent anders zou zijn. De filmpjes zijn:
1. If Akiko was Actually an Excellent Secretary (もしも亜樹子が優秀な秘書だったら, Moshimo Akiko ga Yūshū na Hisho dattara)
2. If Akiko was Actually a City Councilwoman (もしも亜樹子が市議会議員だったら, Moshimo Akiko ga Shigikaigiin dattara)
3. If Akiko was Actually a Maid (もしも亜樹子がメイドだったら, Moshimo Akiko ga Meido dattara)
4. If Akiko was Actually a Phantom Thief (もしも亜樹子が怪盗だったら, Moshimo Akiko ga Kaitō dattara)
5. If Ryu was Actually a Private Investigator (もしも竜が探偵だったら, Moshimo Ryū ga Tantei dattara)
6. If Akiko was Actually an Idol (もしも亜樹子がアイドルだったら, Moshimo Akiko ga Aidoru dattara)
7. If Akiko was Actually a Magician (もしも亜樹子がマジシャンだったら, Moshimo Akiko ga Majishan dattara)
8. If Akiko was Actually an "Extreme Wife" (もしも亜樹子が【極妻】だったら, Moshimo Akiko ga "Gokutsuma" dattara)
9. If Akiko was Actually a Younger Sister (もしも亜樹子が妹だったら, Moshimo Akiko ga Imōto dattara)

### Planetariumshow
In verschillende planetaria in Japan werd een show getiteld "Kamen Rider: The Fearful Global Warming Plan" (仮面ライダー 恐怖の地球温暖化計画, Kamen Raidā Kyōfu no Chikyū Ondanka Keikaku) opgevoerd. Hierin leren kinderen via Kamen Rider Double en 10 andere Kamen Riders over het broeikaseffect.